# Jeroen Boere
Jeroen Willem Johannes Boere (Arnhem, 18 november 1967 – Marbella, 16 augustus 2007) was een Nederlands voetballer.

## Loopbaan
Boere maakte zijn debuut in het betaalde voetbal in het seizoen '85/'86 bij Excelsior. Daar speelde hij twee jaar. Daarna kwam hij achtereenvolgens uit voor De Graafschap, VVV, Roda JC, Go Ahead Eagles. In 1993 ging hij naar Engeland waar hij uitkwam voor West Ham United, Portsmouth, West Bromwich Albion, Crystal Palace en Southend United. Hij sloot zijn carrière in 1999 af in de Japanse J-League bij Omiya Ardija. Aan zijn loopbaan kwam plotseling een einde toen hij bij een steekpartij in een bar in Japan een oog verloor. In totaal speelde hij 323 competitiewedstrijden waarin hij 124 maal wist te scoren.
Na zijn voetballoopbaan was hij de eigenaar van de kroeg Half Moon in Epping, vlak bij Londen. Vanaf 2004 werkte hij als makelaar in Spanje. Daar kwam hij op 39-jarige leeftijd om het leven bij een ongeval in zijn huis in Marbella. Boere werd op 29 augustus 2007 begraven in San Pedro Alcántara, een voorstadje van Marbella.
Jeroen Boere was de jongere broer van Remco Boere, die ook betaald voetbal speelde. Hij was getrouwd en had drie zonen, waarvan twee uit een eerder huwelijk.

## Overzicht carrière
| Seizoen   | Club                 | Divisie         | Wedstr. | Doelp. |
| Nederland | Nederland            | Nederland       | Comp.   | Comp.  |
| --------- | -------------------- | --------------- | ------- | ------ |
| 1985/86   | Excelsior            | Eredivisie      | 3       | 0      |
| 1986/87   | Excelsior            | Eredivisie      | 2       | 0      |
| 1987/88   | De Graafschap        | Eerste divisie  | 35      | 19     |
| 1988/89   | VVV                  | Eredivisie      | 10      | 1      |
|           | De Graafschap        | Eerste Divisie  | 21      | 9      |
| 1989/90   | VVV                  | Eerste Divisie  | 22      | 6      |
|           | Roda JC              | Eredivisie      | 4       | 1      |
| 1990/91   | VVV                  | Eerste Divisie  | 33      | 20     |
| 1991/92   | Go Ahead Eagles      | Eerste Divisie  | 23      | 11     |
| 1992/93   | Go Ahead Eagles      | Eredivisie      | 28      | 7      |
| Engeland  | Engeland             | Engeland        | Comp.   | Comp.  |
| 1993/94   | West Ham United      | Premier League  | 4       | 0      |
|           | Portsmouth           | First Division  | 5       | 0      |
| 1994/95   | West Ham United      | Premier League  | 20      | 6      |
|           | West Bromwich Albion | First Division  | 5       | 0      |
| 1995/96   | West Ham United      | Premier League  | 1       | 0      |
|           | Crystal Palace       | First Division  | 8       | 1      |
|           | Southend United      | First Division  | 6       | 2      |
| 1996/97   | Southend United      | First Division  | 36      | 9      |
| 1997/98   | Southend United      | Second Division | 31      | 14     |
| Japan     | Japan                | Japan           | Comp.   | Comp.  |
| 1998      | Omiya Ardija         | Football League | 15      | 9      |
| 1999      | Omiya Ardija         | J. League 2     | 11      | 9      |
| Land      | Nederland            | Nederland       | 181     | 74     |
| Land      | Engeland             | Engeland        | 116     | 32     |
| Land      | Japan                | Japan           | 26      | 18     |
| Totaal    | Totaal               | Totaal          | 323     | 124    |